# Wielersport op de Gemenebestspelen 1982
Wielersport is een van de sporten die beoefend werden tijdens de Gemenebestspelen 1982 in Brisbane, Australië. Er waren enkel wedstrijden georganiseerd voor mannelijke deelnemers; vijf op de baan en twee op de weg. De wegwedstrijd was 185 kilometer lang, voor het eerst werd er ook een ploegentijdrit verreden van 100 kilometer. Bij de vorige drie edities was er ook een tandemwedstrijd op de baan, maar sinds deze editie niet meer. Gastland Australië won het medailleklassement met vier gouden medailles en acht in totaal.

## Uitslagen
| Discipline           | Goud                                                            | Zilver                                                              | Brons                                                                    |
| Baan                 | Baan                                                            | Baan                                                                | Baan                                                                     |
| -------------------- | --------------------------------------------------------------- | ------------------------------------------------------------------- | ------------------------------------------------------------------------ |
| Achtervolging        | Michael Turtur                                                  | Shaun Wallace                                                       | Alex Stieda                                                              |
| Ploegenachtervolging | Australië Michael Grenda Kevin Nichols Michael Turtur Gary West | Nieuw-Zeeland Clem Captein Brian Fowler Graeme Miller Murray Steele | Engeland Paul Curran Tony Mayer Gary Sadler Shaun Wallace Darryl Webster |
| Scratch              | Kevin Nichols                                                   | Gary Hammond                                                        | Michael Turtur                                                           |
| Sprint               | Kenrick Tucker                                                  | Mike McRedmond                                                      | Murray Steele                                                            |
| Tijdrit              | Craig Adair                                                     | Chris Wilson                                                        | Terrence Tinsley                                                         |
| Weg                  |                                                                 |                                                                     |                                                                          |
| Ploegentijdrit       | Engeland Bob Downs Malcolm Elliott Steve Lawrence Joseph Waugh  | Australië Ricky Flood Michael Lynch Remo Sansonetti John Watters    | Nieuw-Zeeland Stephen Carton Stephen Cox Blair Stockwell Jack Swart      |
| Wegwedstrijd         | Malcolm Elliott                                                 | Steve Bauer                                                         | Roger Sumich                                                             |

## Medaillespiegel
| Plaats | Land          | Goud | Zilver | Brons | Totaal |
| 1      | Australië     | 4    | 3      | 1     | 8      |
| 2      | Engeland      | 2    | 1      | 2     | 5      |
| 3      | Nieuw-Zeeland | 1    | 2      | 3     | 6      |
| 4      | Canada        | 0    | 1      | 1     | 2      |
| Totaal | Totaal        | 7    | 7      | 7     | 21     |

1934 · 1938 · 1950 · 1954 · 1958 · 1962 · 1966 · 1970 · 1974 · 1978 · 1982 · 1986 · 1990 · 1994 · 1998 · 2002 · 2006 (baan - weg) · 2010 · 2014 · 2018 · 2022 · 2026
Atletiek · Badminton · Boksen · Boogschieten · Bowls · Gewichtheffen · Schietsport · Schoonspringen · Wielersport · Worstelen · Zwemmen